# Aramengo
Aramengo (Aramengh in piemontese) è un comune italiano di 578 abitanti della provincia di Asti in Piemonte.

## Geografia fisica
Il comune è situato in una zona collinare del Monferrato, nella parte nord della provincia di Asti, al confine con quella di Torino.
È situato vicino alla ex statale Chivasso-Asti, e dista quattro km dalla più vicina stazione ferroviaria della linea che collega le medesime città. Il territorio del comune si estende sulla dorsale posta fra le valli formate dai torrenti Versa e Stura ad est e il rio Meinia a ovest; sia il capoluogo che le frazioni sono situate ad altezza compresa fra i trecento e i quattrocento metri sul livello del mare.

## Origini del nome
L'origine del nome deve essere collegata ad una voce di tipo germanico, dato il suffisso -engo, (peraltro comune ad altri numerosi centri abitati della stessa zona), dal tedesco -ing. La radice potrebbe indicare un nome personale, sempre di origine tedesca, oppure fare riferimento ad un eremo, di cui tuttavia non esiste più memoria storica.
Andare a ramengo, originariamente forma dialettale della frase andare ramingo, ha, nell'intercalare del gergo colloquiale italiano, il significato di andare in rovina (e perciò non avrebbe nessuna attinenza con Aramengo).
Altre fonti la legano invece proprio al comune astigiano, che nel medioevo, essendo il «comune più periferico del ducato», venne prescelto quale luogo di confino per i «condannati per reati relativi al patrimonio – e soprattutto per gli autori di fallimenti …».

## Storia
Le vicende del luogo sono collegate nel tempo alla famiglia Radicati, signori feudali di un territorio molto vasto comprendente numerosi comuni limitrofi.
L'alta sovranità, oltre ad una porzione di dominio feudale, spettò prima ai marchesi del Monferrato intorno al 1429 e successivamente ai duchi di Savoia. Tuttavia i Radicati cedettero progressivamente delle quote di dominio feudale a diversi signori tra i quali i Curtet di Grosso, i Biglione di Pogliano, i Borda di Piobesi e altri ancora fino a giungere ai Balbiano di Aramengo, proprietari di diversi immobili nel comune anche ai giorni nostri.
Aramengo fu anche feudo del conte Francesco Morelli (1761–1841).

### Simboli
Lo stemma e il gonfalone del Comune sono stati concessi con decreto del presidente della Repubblica del 18 luglio 2006.
(D.P.R. 18.07.2006)
Il barbo è ripreso dallo stemma della famiglia Balbiano (di rosso, al barbio coronato d'oro; al capo dell'Impero).
Il gonfalone è un drappo partito di rosso e di bianco.

## Monumenti e luoghi d'interesse
Tra gli edifici di pregio presenti nel comune possiamo trovare la parrocchiale di Sant'Antonio Abate, la chiesa romanica di San Giorgio (frazione Masio), la chiesa della Madonna della Neve (frazione Marmorito) e il santuario di Santa Maria (frazione Gonengo).

### Chiesa parrocchiale di Sant'Antonio Abate
La chiesa di Sant'Antonio Abate è un interessante edificio in stile tardo barocco costruito tra il 1770 e il 1791, collegato ad un campanile di ampie dimensioni; all'interno, di impronta neoclassica, si trovano il ricco altare e pregevoli legni intagliati, soprattutto nella parte absidale e nella sagrestia. Nella parrocchiale si trovano anche dei pregevoli dipinti di Guglielmo Caccia, detto il Moncalvo.

### Chiesa di San Giorgio
La piccola chiesa campestre di San Giorgio, situata nella località Masio, è di origine romanica e risale alla fine del 1200. È notevole soprattutto per la parte absidale. La chiesa è stata recentemente restaurata ed è inserita nel progetto escursionistico della "Rete del Romanico" che, grazie ai volontari, ne permette la visita con alcune aperture nel periodo estivo.

### Chiesa della Madonna della Neve
La chiesa della Madonna della Neve fu eretta nel 1839 ed è stata chiesa parrocchiale fino al 1986.

### Big Bench
Di più recente costruzione, si segnala la presenza della Panchina Gigante "Bonardina" in frazione Marmorito, installazione artistica che rientra nell'iniziativa "Big Bench Community Project" con il numero 90.

## Società

### Evoluzione demografica
La popolazione residente si è dimezzata in cento anni, a partire dal 1911.
Abitanti censiti

### Etnie e minoranze straniere
Secondo i dati ISTAT al 31 dicembre 2018 la popolazione straniera residente era di 45 persone, pari all'8% del totale.
Le nazionalità maggiormente rappresentate in base alla loro percentuale sul totale della popolazione residente erano:
- Romania 22 (3,9 %)
- Perù 10 (1,5 %)

## Economia
La popolazione si dedica principalmente all'agricoltura, oltre ad attività industriali e commerciali al di fuori del territorio comunale, soprattutto a Torino e Chivasso.
Nelle aziende agricole è diffuso l’allevamento dei bovini di razza piemontese. Altri prodotti tipici sono i salumi, il miele e il rinomato tartufo bianco.
La produzione vinicola vede in particolare la produzione di vini tipici della zona, tra i quali il Barbera, la Freisa ed il Cortese.

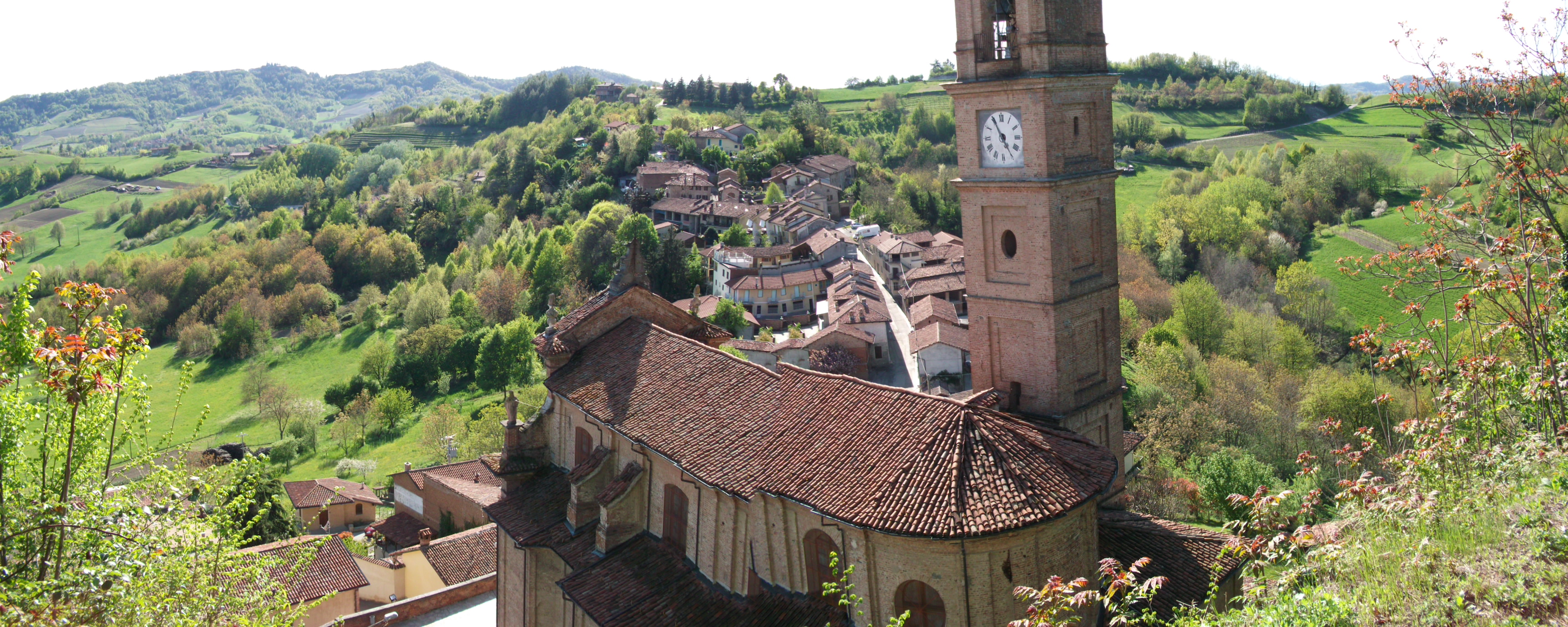
Panorama sull'antico complesso di Aramengo

## Amministrazione
Di seguito è presentata una tabella relativa alle amministrazioni che si sono succedute in questo comune.
| Periodo        | Periodo        | Primo cittadino    | Partito                                      | Carica      | Note   |
| -------------- | -------------- | ------------------ | -------------------------------------------- | ----------- | ------ |
| 10 giugno 1985 | 21 maggio 1990 | Luigia Nicola      | Democrazia Cristiana                         | Sindaco     | [ 10 ] |
| 21 maggio 1990 | 24 aprile 1995 | Amalia Emanuel     | lista civica                                 | Sindaco     | [ 10 ] |
| 24 aprile 1995 | 14 giugno 1999 | Amalia Emanuel     | Forza Italia                                 | Sindaco     | [ 10 ] |
| 14 giugno 1999 | 11 maggio 2004 | Francesco Nicola   | lista civica                                 | Sindaco     | [ 10 ] |
| 11 maggio 2004 | 14 giugno 2004 | Lorenzo Micheluzzi |                                              | Comm. pref. | [ 10 ] |
| 14 giugno 2004 | 8 giugno 2009  | Francesco Tavolato | lista civica                                 | Sindaco     | [ 10 ] |
| 8 giugno 2009  | 26 maggio 2014 | Francesco Tavolato | lista civica Aramengo, Insieme per costruire | Sindaco     | [ 10 ] |
| 26 maggio 2014 | 26 maggio 2019 | Cristiano Massaia  | lista civica Insieme per costruire           | Sindaco     | [ 10 ] |
| 26 maggio 2019 | in carica      | Giuseppe Marchese  | lista civica Condividere e rinnovare         | Sindaco     | [ 10 ] |

## Eventi
- Festa patronale di Sant’Anna - 26 luglio
- Festa di San Rocco (frazione Marmorito di Aramengo) - 16 agosto